# Michele Zagaria
Michele Zagaria, vulgo Capastorta (cara torta) (San Cipriano d'Aversa, 21 de maio de 1958) era o chefe máximo do clã Casalesi da Camorra italiana. Acusado de uma série de crimes, foi condenado à revelia a prisão perpétua por três vezes. Zagaria inspirou o livro que virou filme: Gomorra: a história real de um jornalista.
Fontes afirmam que quando fazia negócios, costumava ficar sentado numa luxuosa cadeira e passando a mão em uma tigresa.
Depois de foragido por quase 15 anos, foi preso em dezembro de 2011 num bunker em Casapesenna de onde comandava todas operações ilegais.